# Офіційний перелік регіонально рідкісних тварин Миколаївської області
Офіційний перелік регіонально рідкісних тварин Миколаївської області — список, що містить перелік видів тварин, які є рідкісними або такими, що перебувають під загрозою зникнення на території Миколаївської області.

## Історія
Перелік було затверджено рішенням Миколаївської обласної ради народних депутатів від 16 жовтня 1990 року. № 1. Другий такий перелік було затверджено Наказом № 163 Міністерства захисту довкілля та природних ресурсів України 28 вересня 2020 року. Перший перелік включав лише види тварин, які не були занесені до Червоної книги УРСР 1980 року видання.  
Перший перелік 1990 року містив 47 видів хребетних тварин. Натомість перелік 2020 року вже містив 111 видів тварин, серед яких 46 безхребетних та 65 хребетних.
Кількість видів змінилася так 
| Група               | Кількість у 1990 | Кількість у 2020 | Примітки |
| ------------------- | ---------------- | ---------------- | -------- |
| Ссавці              | 7                | 5                |          |
| Птахи               | 19               | 45               |          |
| Плазуни             | 4                | 5                |          |
| Земноводні          | 6                | 7                |          |
| Риби                | 11               | 5                |          |
| Комахи              | 0                | 28               |          |
| Павукоподібні       | 0                | 2                |          |
| Двостулкові молюски | 0                | 1                |          |
| Черевоногі молюски  | 0                | 14               |          |

## Перелік[1]

### Безхребетні

#### Комахи
| № п/п | Українська назва виду     | Біномінальна назва        | Ряд                      | Зображення |
| ----- | ------------------------- | ------------------------- | ------------------------ | ---------- |
| 3     | Лютка-дріада              | Lestes dryas              | Бабки (Odonata)          |            |
| 4     | Красуня блискуча          | Calopteryx splendens      | Бабки (Odonata)          |            |
| 5     | Лютка великовічкова       | Lestes macrostigma        | Бабки (Odonata)          |            |
| 6     | Стрілка прикрашена        | Coenagrion ornatum        | Бабки (Odonata)          |            |
| 7     | Стрілка-дівчина           | Coenagrion puella         | Бабки (Odonata)          |            |
| 8     | Дідок звичайний           | Gomphus vulgatissimus     | Бабки (Odonata)          |            |
| 9     | Дідок жовтоногий          | Gomphus flavipes          | Бабки (Odonata)          |            |
| 10    | Стрілка голуба            | Enallagma cyathigerum     | Бабки (Odonata)          |            |
| 11    | Короткочеревець лучний    | Brachytron pratense       | Бабки (Odonata)          |            |
| 12    | Бабка плоскочеревна       | Libellula depressa        | Бабки (Odonata)          |            |
| 13    | Бабка брунатна            | Orthetrum brunneum        | Бабки (Odonata)          |            |
| 14    | Рівночеревець синіючий    | Orthetrum coerulescens    | Бабки (Odonata)          |            |
| 15    | Тонкочеревець сплющений   | Sympetrum depressiusculum | Бабки (Odonata)          |            |
| 16    | Тонкочеревець Фонсколомба | Sympetrum fonscolombii    | Бабки (Odonata)          |            |
| 17    | Турун золотоямчатий       | Carabus clathratus        | Твердокрилі (Coleoptera) |            |
| 18    | Стрибун Нордмана          | Cicindela nordmanni       | Твердокрилі (Coleoptera) |            |
| 19    | Стрибун трісігната        | Cylindera trisignata      | Твердокрилі (Coleoptera) |            |
| 20    | Блетіса мультіпунктата    | Blethisa multipunctata    | Твердокрилі (Coleoptera) |            |
| 21    | Ковалик іржаво-червоний   | Elater ferrugineus        | Твердокрилі (Coleoptera) |            |
| 22    | Плавунець каймистий       | Dytiscus circumcinctus    | Твердокрилі (Coleoptera) |            |
| 23    | Плавунець облямований     | Dytiscus marginalis       | Твердокрилі (Coleoptera) |            |
| 24    | Педінус дніпровський      | Pedinus borysthenica      | Твердокрилі (Coleoptera) |            |
| 25    | Синявець Алькон           | Phengaris alcon           | Лускокрилі (Lepidoptera) |            |
| 26    | Синявець Аріон            | Phengaris arion           | Лускокрилі (Lepidoptera) |            |
| 27    | Синявець Телей            | Phengaris teleius         | Лускокрилі (Lepidoptera) |            |
| 28    | Синявець непарний         | Lycaena dispar            | Лускокрилі (Lepidoptera) |            |
| 29    | Голуб’янка аргирогномон   | Plebejus argyrognomon     | Лускокрилі (Lepidoptera) |            |
| 30    | Бражник обліпиховий       | Hyles hippophaes          | Лускокрилі (Lepidoptera) |            |

### Хребетні

#### Ссавці
| № п/п | Українська назва виду                                                             | Біномінальна назва       | Зображення |
| ----- | --------------------------------------------------------------------------------- | ------------------------ | ---------- |
| 1     | Ласка                                                                             | Mustela nivalis          |            |
| 2     | Горностай                                                                         | Mustela erminea          |            |
| 3     | Річкова видра                                                                     | Lutra lutra              |            |
| 4     | Кам'яна куниця                                                                    | Martes foina             |            |
| 5     | Річковий бобер                                                                    | Castor fiber             |            |
| 6     | Крапчастий ховрах                                                                 | Spermophilus suslicus    |            |
| 7     | Горішникова соня                                                                  | Muscardinus avellanarius |            |
| 8     | Ряд рукокрилі (кажани) — всі представники ряду, які мешкають на території області | Vespertilioniformes      |            |

### Птахи
| № п/п | Українська назва виду | Біномінальна назва    | Зображення |
| ----- | --------------------- | --------------------- | ---------- |
| 1     | Сіра чапля            | Ardea cinerea         |            |
| 2     | Руда чапля            | Ardea purpurea        |            |
| 3     | Кваква                | Nycticorax nycticorax |            |
| 4     | Гусак сірий           | Anser anser           |            |
| 5     | Яструб-перепелятник   | Accipiter nisus       |            |
| 6     | Яструб-тетерук        | Accipiter gentilis    |            |
| 7     | Пустельга звичайна    | Falco tinnunculus     |            |
| 8     | Пустельга степова     | Falco naumanni        |            |
| 9     | Луговий лунь          | Circus pygargus       |            |
| 10    | Болотний лунь         | Circus aeruginosus    |            |
| 11    | Чеглок                | Falco subbuteo        |            |
| 12    | Кібець                | Falco vespertinus     |            |
| 13    | Перепілка             | Coturnix coturnix     |            |
| 14    | Сіра куріпка          | Perdix perdix         |            |
| 15    | Сова вухата           | Asio otus             |            |
| 16    | Болотна сова          | Asio flammeus         |            |
| 17    | Сплюшка               | Otus scops            |            |
| 18    | Сизоворонка           | Coracias garrulus     |            |
| 19    | Ремез                 | Remiz pendulinus      |            |

### Плазуни
| № п/п | Українська назва виду      | Біномінальна назва             | Зображення |
| ----- | -------------------------- | ------------------------------ | ---------- |
| 1     | Ящірка зелена              | Lacerta viridis                |            |
| 2     | Ящірка кримська            | Podarcis tauricus              |            |
| 3     | Ящірка прудка чорноморська | Lacerta agilis subsp. euxinica |            |
| 4     | Ящірка різнобарвна         | Eremias arguta                 |            |

### Земноводні
| № п/п | Українська назва виду | Біномінальна назва   | Зображення |
| ----- | --------------------- | -------------------- | ---------- |
| 1     | Звичайний тритон      | Lissotriton vulgaris |            |
| 2     | Гребінчастий тритон   | Triturus cristatus   |            |
| 3     | Сіра жаба             | Bufo bufo            |            |
| 4     | Звичайна квакша       | Hyla arborea         |            |
| 5     | Травяна жаба          | Rana temporaria      |            |
| 6     | Гостроморда жаба      | Rana arvalis         |            |

### Риби
| № п/п | Українська назва виду            | Біномінальна назва        | Зображення |
| ----- | -------------------------------- | ------------------------- | ---------- |
| 1     | Осетер чорноморсько-азовський    | Acipenser gueldenstaedtii |            |
| 2     | Оселедець чорноморсько-азовський | Alosa immaculata          |            |
| 3     | Єлець звичайний                  | Leuciscus leuciscus       |            |
| 4     | Язь звичайний                    | Leuciscus idus            |            |
| 5     | Бистрянка руська                 | Alburnoides bipunctatus   |            |
| 6     | Синець                           | Ballerus ballerus         |            |
| 7     | Чехонь                           | Pelecus cultratus         |            |
| 8     | Голець звичайний                 | Barbatula barbatula       |            |
| 9     | Налим                            | Lota lota                 |            |
| 10    | Берш                             | Sander volgensis          |            |
| 11    | Йорж-носарь                      | Gymnocephalus acerinus    |            |